# Alexander Bah
Alexander Bah (Årslev, 1997. december 9. –) dán válogatott labdarúgó, a portugál Benfica hátvéde.

## Pályafutása

### Klubcsapatokban
Bah a dániai Årslev városában született. Az ifjúsági pályafutását az Årslev, a Fyn és az Ikast csapatában kezdte, majd a Næsby akadémiájánál folytatta.
2016-ban mutatkozott be a Næsby felnőtt keretében. 2016-ban a HB Køge, majd 2018-ban az első osztályban szereplő SønderjyskE szerződtette. 2021-ben a cseh Slavia Prahához igazolt. 2022. július 1-jén ötéves szerződést kötött a portugál első osztályban érdekelt Benfica együttesével. Először a 2022. augusztus 5-ei, Arouca ellen 4–0-ra megnyert mérkőzés 63. percében, Gilberto cseréjeként lépett pályára. Első gólját 2023. február 4-én, a Casa Pia ellen hazai pályán 3–0-ás győzelemmel zárult találkozón szerezte meg.

### A válogatottban
Bah az U20-as és az U21-es korosztályú válogatottakban is képviselte Dániát.
2020-ban debütált a felnőtt válogatottban. Először 2020. november 11-én, Svédország ellen 2–0-ra megnyert barátságos mérkőzés félidejében, Christian Eriksent váltva lépett pályára, majd a 74. percben megszerezte első válogatott gólját is.

## Statisztikák
2024. augusztus 24. szerint
| Klub         | Szezon   | Osztály          | Bajnokság | Bajnokság | Kupa  | Kupa | Nemzetközi | Nemzetközi | Összesen | Összesen |
| Klub         | Szezon   | Osztály          | Meccs     | Gól       | Meccs | Gól  | Meccs      | Gól        | Meccs    | Gól      |
| ------------ | -------- | ---------------- | --------- | --------- | ----- | ---- | ---------- | ---------- | -------- | -------- |
| SønderjyskE  | 2018–19  | Danish Superliga | 23        | 2         | 2     | 1    | —          | —          | 25       | 3        |
| SønderjyskE  | 2019–20  | Danish Superliga | 29        | 1         | 5     | 0    | —          | —          | 34       | 1        |
| SønderjyskE  | 2020–21  | Danish Superliga | 12        | 4         | 0     | 0    | 1          | 0          | 13       | 4        |
| Slavia Praha | 2020–21  | 1. Liga          | 17        | 1         | 3     | 0    | 6          | 0          | 26       | 1        |
| Slavia Praha | 2021–22  | 1. Liga          | 26        | 3         | 1     | 0    | 15         | 3          | 42       | 6        |
| Benfica      | 2022–23  | Liga Portugal    | 28        | 1         | 4     | 0    | 10         | 0          | 42       | 1        |
| Benfica      | 2023–24  | Liga Portugal    | 19        | 2         | 4     | 0    | 9          | 0          | 32       | 2        |
| Benfica      | 2024–25  | Liga Portugal    | 3         | 0         | 0     | 0    | 0          | 0          | 3        | 0        |
| Összesen     | Összesen | Összesen         | 157       | 14        | 19    | 1    | 41         | 3          | 217      | 18       |

### A válogatottban
| Válogatott | Év       | Pályára lépés | Gól |
| ---------- | -------- | ------------- | --- |
| Dánia      | 2020     | 1             | 1   |
| Dánia      | 2021     | 1             | 0   |
| Dánia      | 2022     | 4             | 0   |
| Dánia      | 2023     | 3             | 0   |
| Dánia      | 2024     | 6             | 0   |
| Összesen   | Összesen | 15            | 1   |

#### Góljai a válogatottban
| # | Időpont            | Helyszín                        | Ellenfél   | Gólok | Eredmény | Kiírás              |
| - | ------------------ | ------------------------------- | ---------- | ----- | -------- | ------------------- |
| 1 | 2020. november 11. | Brøndby Stadion, Brøndby, Dánia | Svédország | 2–0   | 2–0      | Barátságos mérkőzés |

## Sikerei, díjai
SønderjyskE
- Dán Kupa
  - Győztes (1): 2019–20

Slavia Praha
- 1. Liga
  - Bajnok (1): 2020–21

- Cseh Kupa
  - Győztes (1): 2020–21

Benfica
- Liga Portugal
  - Bajnok (1): 2022–23
  - Ezüstérmes (1): 2023–24

- Portugál Szuperkupa
  - Győztes (1): 2023